# NGC 2723
NGC 2723 је лентикуларна галаксија у сазвежђу Хидра која се налази на NGC листи објеката дубоког неба.
Деклинација објекта је + 3° 10' 42" а ректасцензија 9h 0m 14,3s. Привидна величина (магнитуда) објекта NGC 2723 износи 13,2 а фотографска магнитуда 14,2. NGC 2723 је још познат и под ознакама UGC 4723, MCG 1-23-17, CGCG 33-39, NPM1G +03.0195, PGC 25280.